# Commelina bracteosa
Commelina bracteosa là một loài thực vật có hoa trong họ Commelinaceae. Loài này được Hassk. mô tả khoa học đầu tiên năm 1863.